# Volker Epping

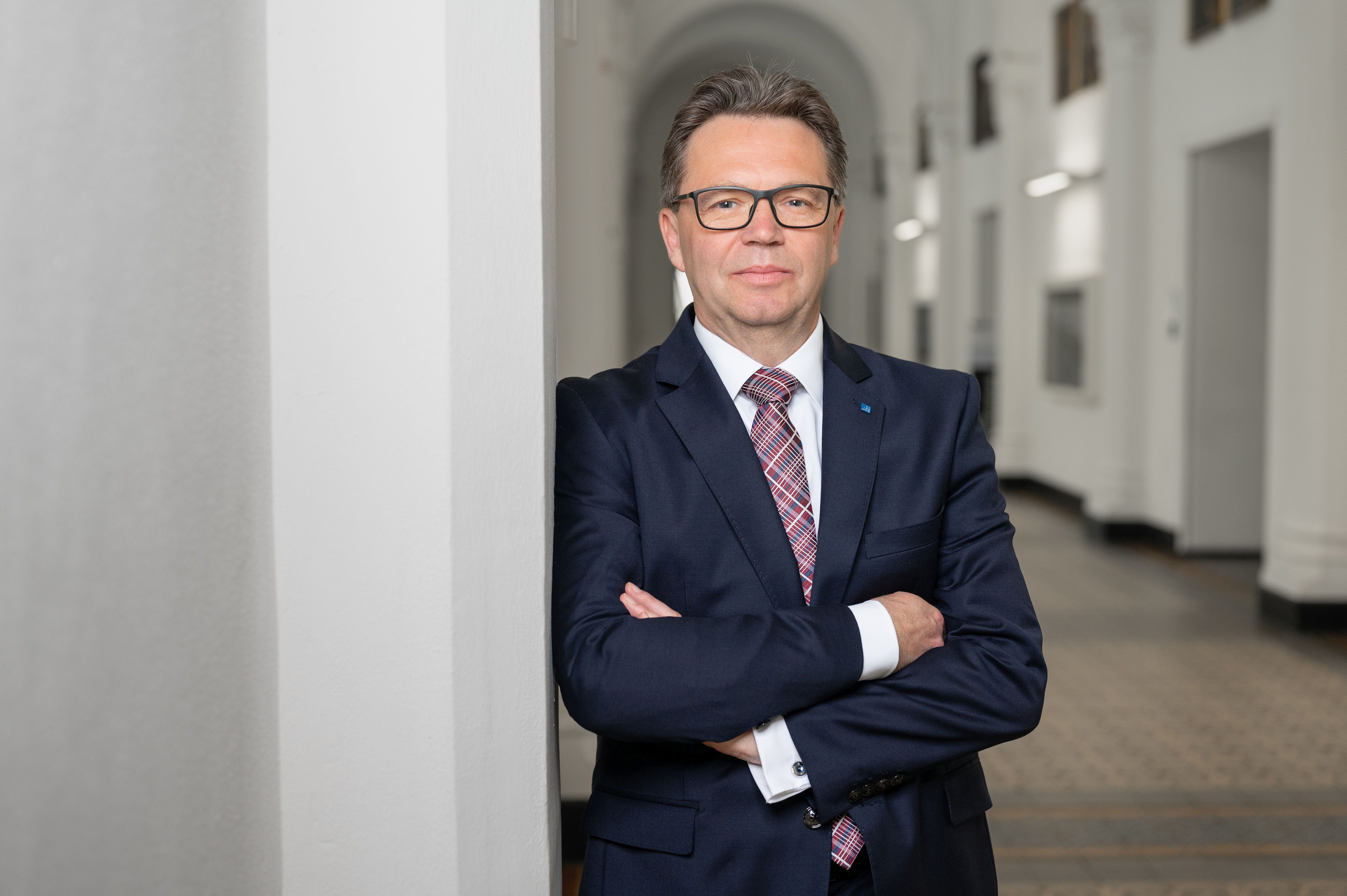
Volker Epping im Hauptgebäude der Leibniz Universität Hannover

Volker Epping (* 13. Juni 1959 in Dortmund) ist ein deutscher Rechtswissenschaftler. Er ist seit 2015 Präsident der Leibniz Universität Hannover. Zusammen mit Christian Hillgruber ist er Mitherausgeber des im Verlag C. H. Beck erscheinenden Standardkommentars „Epping/Hillgruber“ zum Grundgesetz für die Bundesrepublik Deutschland.

## Leben
Volker Epping legte 1978 das Abitur ab. Im Anschluss diente er für zwei Jahre als Soldat auf Zeit in der Bundeswehr. Zum Wintersemester 1980/81 nahm er ein Studium der Rechtswissenschaften an der Ruhr-Universität Bochum auf. Seine erste Juristische Staatsprüfung legte er im Januar 1986 vor dem Oberlandesgericht Hamm ab, seine zweite Juristische Staatsprüfung im April 1989 vor dem Landesjustizprüfungsamt in Düsseldorf.
In den Jahren 1986 bis 1997 war Epping Mitarbeiter von Knut Ipsen in Bochum, zunächst als Hilfskraft, dann als wissenschaftlicher Mitarbeiter und ab 1989 als wissenschaftlicher Assistent. Im Dezember 1992 wurde er mit der Dissertation "Grundgesetz und Kriegswaffenkontrolle: Erfüllung des Verfassungsauftrags durch den einfachen Gesetzgeber? Verfassungsanspruch und Rechtswirklichkeit" zum Doktor der Rechte promoviert. Im Dezember 1996 habilitierte er sich in Bochum mit der Schrift "Die Außenwirtschaftsfreiheit".
Nach Vertretungen verschiedener Professuren in Münster, Köln, Freiburg und Regensburg wurde Epping zum März 1999 zum ordentlichen Professor an der Rechtswissenschaftlichen Fakultät der Universität Münster berufen. Seit Dezember 2001 lehrt er als Professor für Öffentliches Recht, Völker- und Europarecht an der Juristischen Fakultät der Universität Hannover.
Im Rahmen des Erlasses des Luftsicherheitsgesetzes wurde Epping 2004 als Sachverständiger vom Innenausschuss des Deutschen Bundestages zu der Frage gehört, ob der Abschuss einer entführten Passagiermaschine verfassungsrechtlich zulässig wäre. In einem für die niedersächsische Landesregierung im Jahr 2008 verfassten Gutachten zeigte er auf, wie Parteien mit Bestrebungen gegen die freiheitliche demokratische Grundordnung auch ohne Parteiverbot von der Parteienfinanzierung ausgeschlossen werden können.
In den Jahren 2004 bis 2007 sowie 2008 bis 2009 war Epping Dekan der Juristischen Fakultät in Hannover. In diese Zeit fiel die Aufdeckung eines bundesweit für Aufsehen sorgenden Bestechungsskandals, in den ein Professor der Fakultät verwickelt war.
Von April 2009 bis März 2011 war Epping Mitglied des Senats der Universität Hannover und des Senats der Niedersächsischen Technischen Hochschule. Im Juni 2014 wurde Epping zum neuen Präsidenten der Universität Hannover gewählt; er trat sein Amt zum 1. Januar 2015 an.
Volker Epping ist Gründungsmitglied im 1994 gegründeten „Verein zur Förderung des deutschen & internationalen Wissenschaftsrechts“. Er ist Vizepräsident der Universitätsallianz TU9, Mitglied im Vorstand der Landeshochschulkonferenz Niedersachsen und stellvertretender Sprecher der Universitäten in der Hochschulrektorenkonferenz.

## Schriften (Auswahl)
- Grundgesetz und Kriegswaffenkontrolle: Erfüllung des Verfassungsauftrags durch den einfachen Gesetzgeber? Verfassungsanspruch und Rechtswirklichkeit. Duncker & Humblot, Berlin 1993, ISBN 3-428-07736-9 (= Dissertation, Ruhr-Universität Bochum, 1992).
- mit Hermann Butzer: Arbeitstechnik im öffentlichen Recht: vom Sachverhalt zur Lösung. Methodik – Technik – Materialerschließung. Boorberg, Stuttgart 1994, 3. Auflage 2006, ISBN 3-415-03654-5.
- Die Außenwirtschaftsfreiheit. Mohr Siebeck, Tübingen 1998, ISBN 3-415-02935-2 (= Habilitationsschrift, Ruhr-Universität Bochum, 1996/97).
- mit Sebastian Lenz und Philipp Leydecker: Grundrechte. Springer, Heidelberg 2004, 6. Auflage 2015, ISBN 978-3-642-28375-8.
- Eine Alternative zum Parteiverbot: Der Ausschluss von der staatlichen Parteienfinanzierung. Nomos, Baden-Baden 2013, ISBN 978-3-8487-0303-6.